# Pierre Ubachs
Petrus Joseph Hubertus ("Pie" of "Pierre" ) Ubachs, ook broeder Winifred Ubachs, later broeder Pierre Ubachs F.I.C. (Scharn, 7 april 1925 - Maastricht, 15 september 2010), was een Nederlands broeder-onderwijzer, docent, bibliothecaris-referendaris en historicus. Hij werkte onder andere als wetenschappelijk bibliothecaris in Maastricht en als docent hoger onderwijs in Sittard. Daarnaast was hij freelance auteur. Ubachs publiceerde talloze boeken en artikelen over historische onderwerpen, met name over de geschiedenis van Limburg en Maastricht. Zijn bekendste werk is wellicht de Historische Encyclopedie Maastricht (2005), die hij samen met Ingrid Evers schreef.

## Biografische schets

### Familieachtergrond en opleiding tot onderwijzer
Pierre Ubachs groeide op in een katholiek gezin in Scharn, destijds in de gemeente Heer, vanaf 1970 een buurt van Maastricht. De naam Ubachs, afgeleid van het toponiem Ubach, komt in Zuid-Limburg veel voor. Zijn ouders waren van eenvoudige komaf. Hij bezocht de bewaarschool van de ursulinen van Sint Salvator aan de Scharnerweg, net over de gemeentegrens van Heer in Maastricht gelegen, en volgde daarna lager onderwijs aan de St. Aloysiusschool van de broeders van Maastricht aan de Lage Brakken te Wyck-Maastricht, een zogenaamde 'tussenschool' voor kinderen van kleine middenstanders en geschoolde arbeiders. Als kind al was hij geboeid door de verhalen van ouderen over vroeger. Ook las hij veel; dat begon al tijdens zijn verblijf van bijna vier maanden in het Ziekenhuis Calvariënberg in 1932, waar hij, amper zeven jaar oud, zichzelf leerde lezen. Van huis uit kreeg hij alleen van zijn vader enige stimulans; die vond het goed dat hij de eigen en door hem in de trein gevonden kranten las. Zijn moeder vond "al dat gelees maar niks".
Nog op de lagere school wist Pierre Ubachs dat hij verder wilde studeren. De financieel meest voor de hand liggende weg daarnaartoe was om broeder-onderwijzer te worden. Zeker zijn vader, die weliswaar katholiek was, maar het standpunt huldigde: 'Mijnheer pastoor is de baas in zijn kerk, maar ik in mijn eigen huis', en soms kerkelijk onwelgevallige lectuur op het koffietafeltje had liggen, was niet bijzonder enthousiast van de keuze van zijn jonge oudste zoon, maar respecteerde die. Ubachs volgde de vooropleiding van de broeders van Maastricht op het juvenaat in Zevenaar (1937-1939) en daarna de kweekschool van de broeders aan de Tongerseweg te Maastricht (1939-1944). In juni 1944 behaalde hij zijn 'akte van bekwaamheid als volledig bevoegd onderwijzer'. Daar bleef het echter niet bij. In 1947 behaalde hij in Roermond de hoofdakte (A + B), in 1951 in Utrecht de akte Frans l.o. en in 1953 in Den Haag de akte geschiedenis l.o.

### Broeder-onderwijzer
Op 8 september 1943 werd hij ingekleed als postulant bij de Broeders van de Onbevlekte Ontvangenis van Maria (F.I.C.). Een jaar later begon zijn noviciaat. Op 15 augustus 1945 legde hij in de kloosterkapel van De Beyart de 'tijdelijke beloften' af, en precies drie jaar later, op 15 augustus 1948, de 'eeuwige beloften', waarmee hij definitief toetrad tot de congregatie. Broeder Winifred, zoals zijn wat overhaast gekozen kloosternaam luidde, vervulde zijn dagelijkse en geestelijke plichten als lid van de congregatie met toewijding, maar niet zonder kritische blik. Daarnaast verdiepte hij zich onder meer in de geschiedenis van de congregatie en haar stichters.
Ubachs werkte vanaf 1946 als onderwijzer aan 'broederscholen' in Helmond (Petrus Canisiusschool, 1946-1953), Amsterdam (Bernardusschool, Stadhouderskade, 1953-1958, lager en ulo-onderwijs) en Nijmegen (St. Josephschool, Kelfkensbos, 1958-1962, ulo), maar al na enkele jaren werd duidelijk dat hij meer wilde.

### Geschiedenisstudie
In 1953 gaf Ubachs aan zijn toenmalige generaal-overste te kennen geschiedenis te willen studeren. Omdat een universitaire studie toen binnen de congregatie als potentieel 'gevaarlijk' werd gezien, volgde hij de parttime m.o.-opleiding geschiedenis aan de Katholieke Leergangen in Utrecht. Daar leerde hij naar eigen zeggen "hoegenaamd niets". In 1957 behaalde hij de ongedeelde m.o.-akte geschiedenis, die net als een universitair doctoraal een eerstegraads bevoegdheid voor het middelbaar en voorbereidend hoger onderwijs inhield. Omdat er inmiddels een nieuwe en meer liberale generaal-overste was aangesteld, mocht hij nu zijn studie op academisch niveau voortzetten, zij het ook nu parttime, omdat hij net als in Amsterdam volle dagen les bleef geven. In september 1958 begon hij met zijn studie geschiedenis aan de Katholieke Universiteit Nijmegen. In 1961 behaalde hij het kandidaatsexamen en nadat hij in 1962 werd vrijgesteld voor de studie, in 1964 het doctoraal examen.
Op 17 december 1975 ten slotte, als afsluiting van een halve eeuw studeren tegen de stroom in, promoveerde hij in Nijmegen cum laude op een proefschrift over de staatkundige en godsdienstige verhoudingen in Maastricht na de inname door Frederik Hendrik: Twee heren, twee confessies, Staat en Kerk te Maastricht, 1632-1673. Promotores waren prof.dr. J.J. Poelhekke en prof.dr. M.G. Spiertz. In het proefschrift toonde Ubachs onder meer aan dat, anders dan vaak gedacht, van een verdrukking van het katholicisme door de protestantse Staten-Generaal of Staatse schepenbank in Maastricht in deze periode geen sprake was. Daarnaast benadrukte hij dat de Maastrichtse geschiedenis geplaatst diende te worden in een breder, Europees perspectief, een aspect waar hij later vaak op terug zou komen.

### Bibliothecaris, docent en historicus
Na zijn afstuderen in 1964 wijdde Ubachs zich als secretaris een jaar aan werkzaamheden voor het Algemeen Bestuur van zijn congregatie in het moederhuis De Beyart te Maastricht, inclusief een visitatiereis naar de missies van de congregatie in Sierra Leone, Malawi en Ghana. Reeds in 1963 benoemd, werd hij in 1965 de facto directeur/wetenschappelijk bibliothecaris van de Centrale Bibliotheek, een grote humaniora-bibliotheek ten dienste van de wetenschappelijke opleiding van de eigen broeders. Hiertoe volgde hij nog de parttime postdoctorale studie Bibliotheekwetenschappen aan de Universiteit van Amsterdam (1965-1967). Door het afnemen van nieuwe roepingen nam het gebruik van de bibliotheek sterk af. Op voorstel van Ubachs werd zij omstreeks 1970 opengesteld voor middelbare scholieren en hbo-studenten in Maastricht en in 1971 geschonken aan de stad Maastricht. Vanaf dat moment trad hij als referendaris 1e klas in de functie van  wetenschappelijk bibliothecaris in dienst van de Gemeente Maastricht (1972-1986). Na de verhuizing in 1976 van beide bibliotheken en de inmiddels ook opgeheven Openbare Bibliotheek in de Witmakersstraat naar de nieuwbouw aan de Nieuwenhofstraat (nu Universiteitsbibliotheek Maastricht), werd hij daar op eigen verzoek niet aangesteld als directeur, maar als plaatsvervangend directeur (met tekenbevoegdheid) van de nieuwe Stadsbibliotheek Maastricht (1976-1986).
Van 1973 tot 1989 was hij als docent verbonden aan de R.K. Leergangen te Sittard, een nevenvestiging van de Tilburgse Katholieke Leergangen. Hij gaf daar de vakken Inleiding in de geschiedwetenschappen, voor 1e-jaars studenten, en Nieuwe Geschiedenis en Kerkgeschiedenis bij zowel de tweede- als de eerstegraadsopleiding. Vanaf 1986, nadat hij afscheid had genomen van zijn functie bij de Stadsbibliotheek, richtte Ubachs zich nog meer op zijn werk als freelance historicus. De aanschaf van een eerste computer in hetzelfde jaar, was voor hem onderdeel daarvan.
Ubachs' talrijke wetenschappelijke publicaties, voor en na 1986, tonen aan dat hij niet kon, of wilde berusten in zelfgenoegzaamheid. Zijn kritische noten bij de herdenking van het 125-jarig bestaan van Limburgs Geschied- en Oudheidkundig Genootschap (zie Bibliografie: 'Kleio in de provincie', 1988), werden niet door iedereen in dank afgenomen. Desondanks kreeg hij van velen bijval voor zijn eerlijkheid, werkkracht, trouw en vooral voor zijn onbevangenheid.
Aan het einde van zijn leven, in 2008, schreef Ubachs een 'Open brief over de hedendaagse geschiedschrijving in Limburg', waarin hij gepeperde kritiek leverde op het niveau van de Limburgse geschiedschrijving. Met name het ontbreken van een moderne Limburgse bibliografie in boekvorm, aangevuld met een lopende bibliografie in een vaktijdschrift, vond hij een gemis. Afwijzend stond hij tegenover de vele uitgaven in eigen beheer, waarbij auteurs zich volgens hem onttrekken "aan het normale, opbouwende commentaar vooraf van deskundige medelezers, de ‘peer review’". Het Limburgse historisch onderzoek noemde hij "oudbakken" en "duf", zonder reflectie op de veranderde betekenis van geschiedenis en geschiedschrijving in de 21e eeuw. Daarnaast ontbrak er volgens hem een recensiecultuur, waardoor er wel kennis werd genomen van nieuw onderzoek, maar daar geen consequenties voor het eigen onderzoek aan werden verbonden. De brief bleef ongepubliceerd.

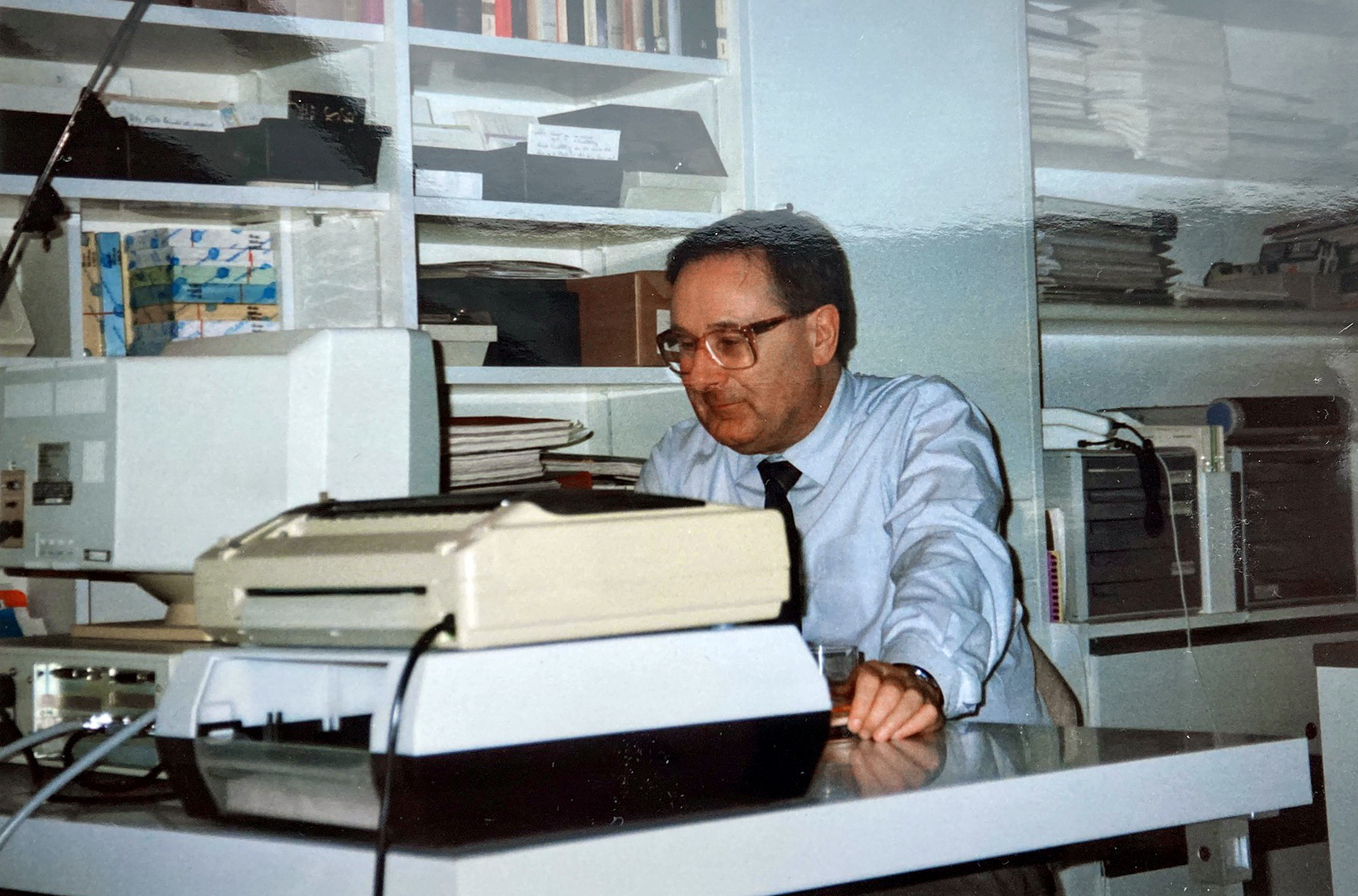
Pierre Ubachs aan het werk (ca. 1988)

### Overige activiteiten
- Vanaf 1983 tot 1991 was Ubachs bestuurslid, vanaf 1987 vicevoorzitter, van de Kring  Maastricht van Limburgs Geschied- en Oudheidkundig Genootschap (LGOG).
- Van 1980-2001 was hij redactielid van de wetenschappelijke reeks Maaslandse Monografieën, uitgegeven bij Van Gorcum (Assen), sinds 2000 bij Verloren (Hilversum).
- Tevens was hij van 1982-1996 redactielid van de Publications de la Société Historique et Archéologique dans le Limbourg (meestal aangeduid als Publications, PSHAL of Jaarboek LGOG), waarvan hij van 1982-1987, en opnieuw van 1992-1996, redactiesecretaris was.[noot 14]
- Daarnaast was hij in de jaren 1980-1990 redactiesecretaris en aanjager van een aantal historische bundels.[noot 15]
- Vanaf 1989 was hij lid van de Maatschappij der Nederlandse Letterkunde te Leiden.[5]

### Privéleven
Ubachs woonde vanaf 1964 definitief in het klooster De Beyart in het centrum van Maastricht, waar hij lid was van de communauteit (groep) Ludovicus en een slaapkamer had op de derde verdieping van de zogenaamde 'Voorbouw'. Zolang de Centrale Bibliotheek in het klooster was gevestigd, was de riante directiekamer zijn studeervertrek, met honderdvijftigduizend studieboeken onder handbereik. Nadat de bibliotheek in 1976 was verhuisd, kreeg hij twee kleine cellen tegenover zijn slaapkamer als werkruimte. Hoewel het klooster in de volgende jaren deels werd verbouwd tot kloosterbejaardenhuis, later woonzorgcentrum, weigerde hij tot vlak voor zijn overlijden betere accommodatie in de nieuwbouw. Pierre Ubachs stierf op 15 september 2010, na een ziekbed van twee maanden, op 85-jarige leeftijd. De uitvaart vond plaats op 20 september in de Sint-Servaasbasiliek. Zijn graf bevindt zich op de begraafplaats van de Broeders van de Onbevlekte Ontvangenis bij de voormalige Kweekschool aan de Tongerseweg, nu gelegen aan de Anjoulaan. Zijn bibliotheek schonk hij met toestemming van de congregatie aan de Stadsbibliotheek Maastricht.

## Eerbewijzen
- Op 29 april 1987 werd Ubachs benoemd tot ridder in de Orde van Oranje-Nassau.
- In 1990, kort na zijn 65e verjaardag, werd te zijner ere een bundel opstellen gepresenteerd onder de titel: Maaslands melange. Opstellen over Limburgs verleden Dr. P.J.H. Ubachs aangeboden bij zijn vijfenzestigste verjaardag.[noot 17]
- Eveneens in 1990 werd hij erelid van Limburgs Geschied- en Oudheidkundig Genootschap.
- Op 6 november 2001 ontving hij de Juliana-Boudewijnprijs.[noot 18]
- Op 21 november 2003 werd hij ridder in de Kroonorde van België.[noot 19]
- Eind 2010 verscheen in De Maasgouw, het kwartaalblad van LGOG, een in memoriam van de hand van Th.J. van Rensch, waarin deze Ubachs omschrijft als "een van de laatsten van de naoorlogse generatie die in het Maastrichtse en in Limburg beeldbepalend waren voor het historische bedrijf".[noot 20]

## Bibliografie (selectie)

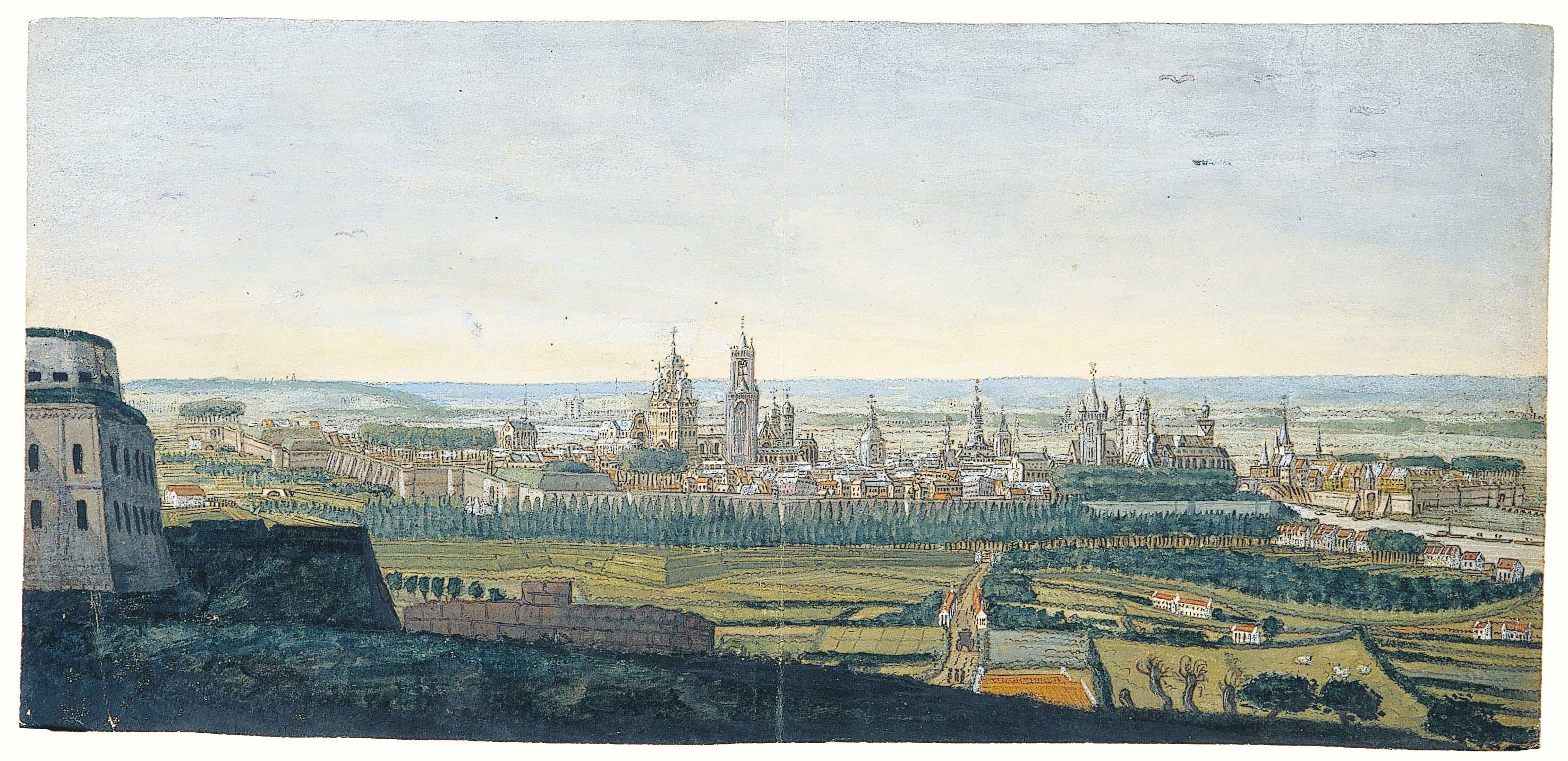
Maastricht in de Franse Tijd, gezien vanaf de Sint-Pietersberg nabij het Fort Sint Pieter. Ingekleurde tekening door onbekend kunstenaar (ca. 1804)

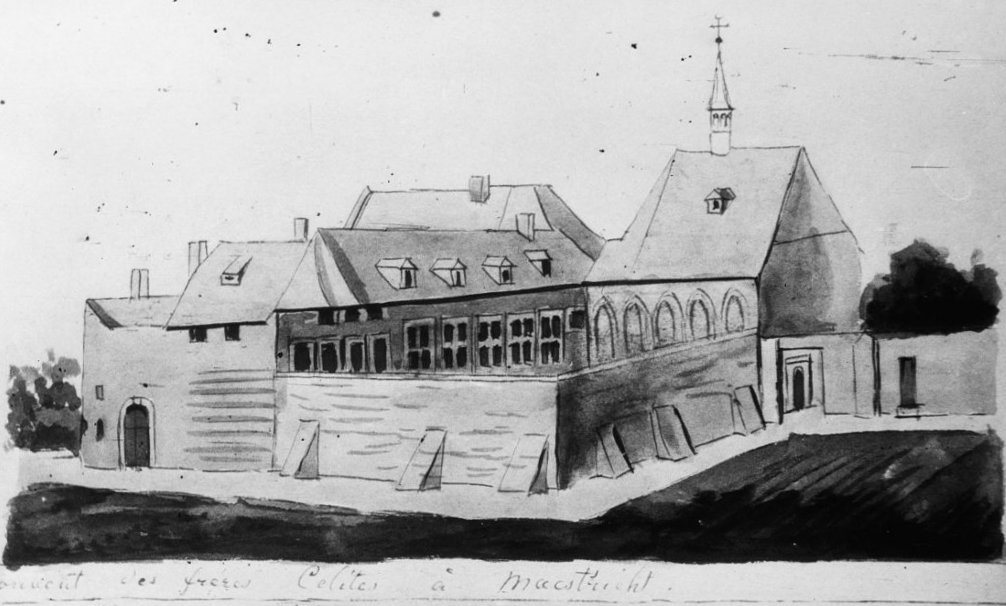
Het Cellebroedersklooster, zoals afgebeeld in De Cellebroederskapel (1980). Aquarel door Ph. van Gulpen

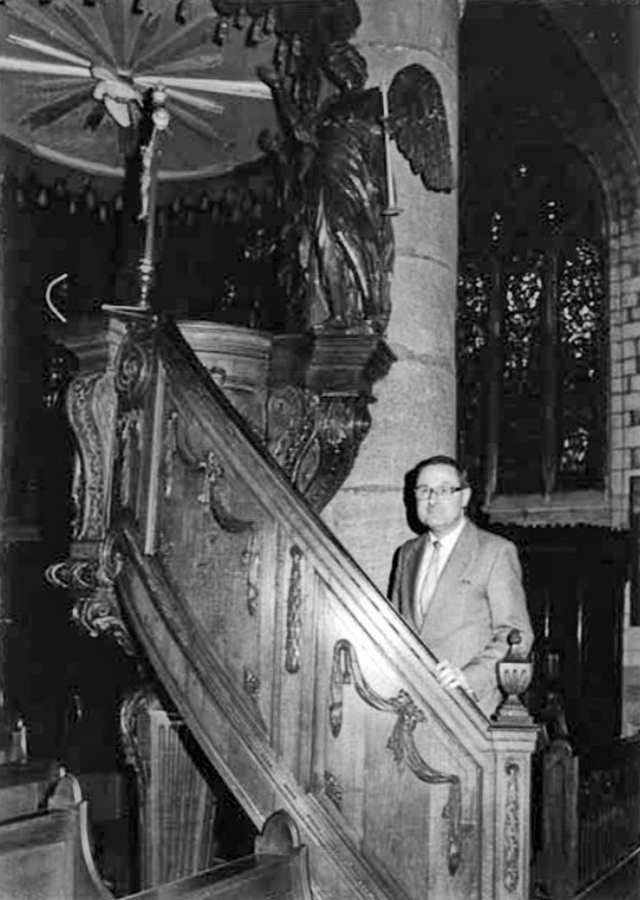
Pierre Ubachs op de preekstoel van de Sint-Matthiaskerk, na afloop van de boekpresentatie van St. Matthijskerk, Maastrichts Silhouet #13 (1983)

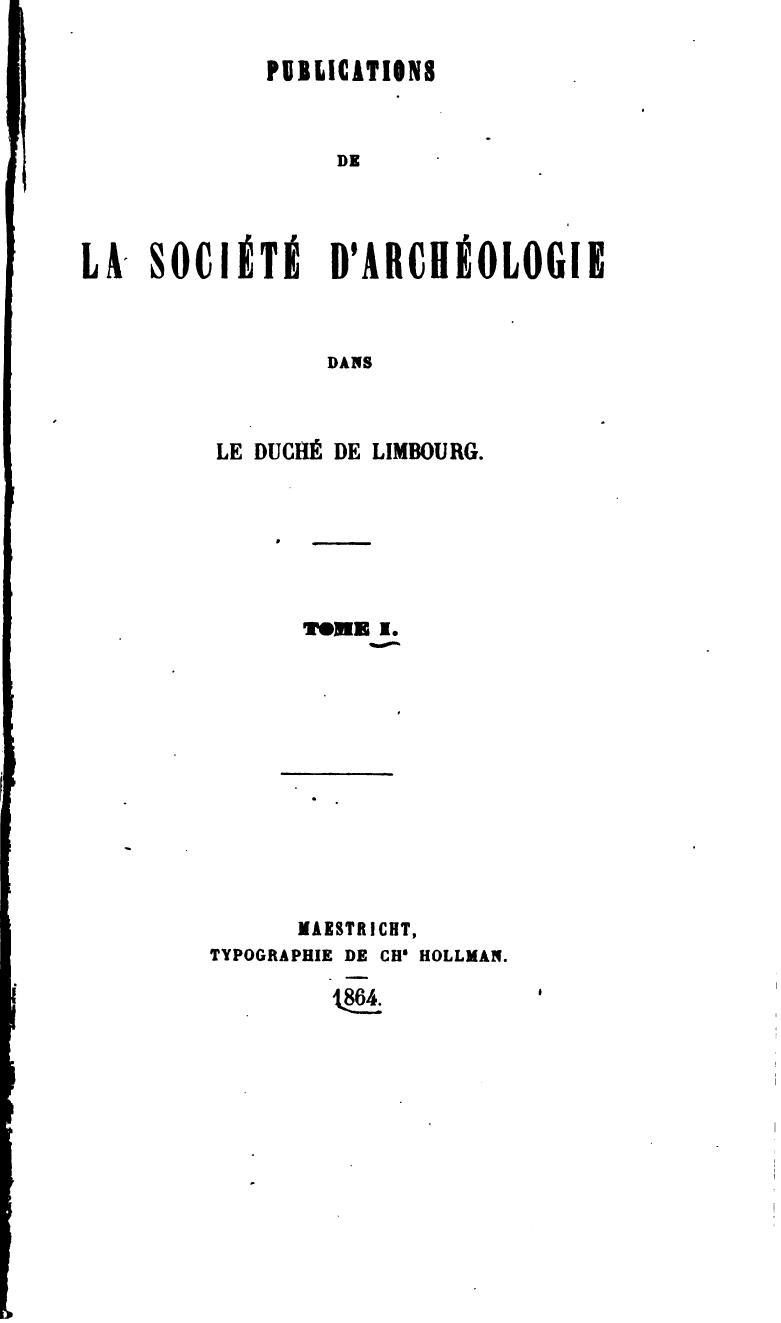
Publications 1 (1864), door Ubachs beschreven in Publications 125 (1989)

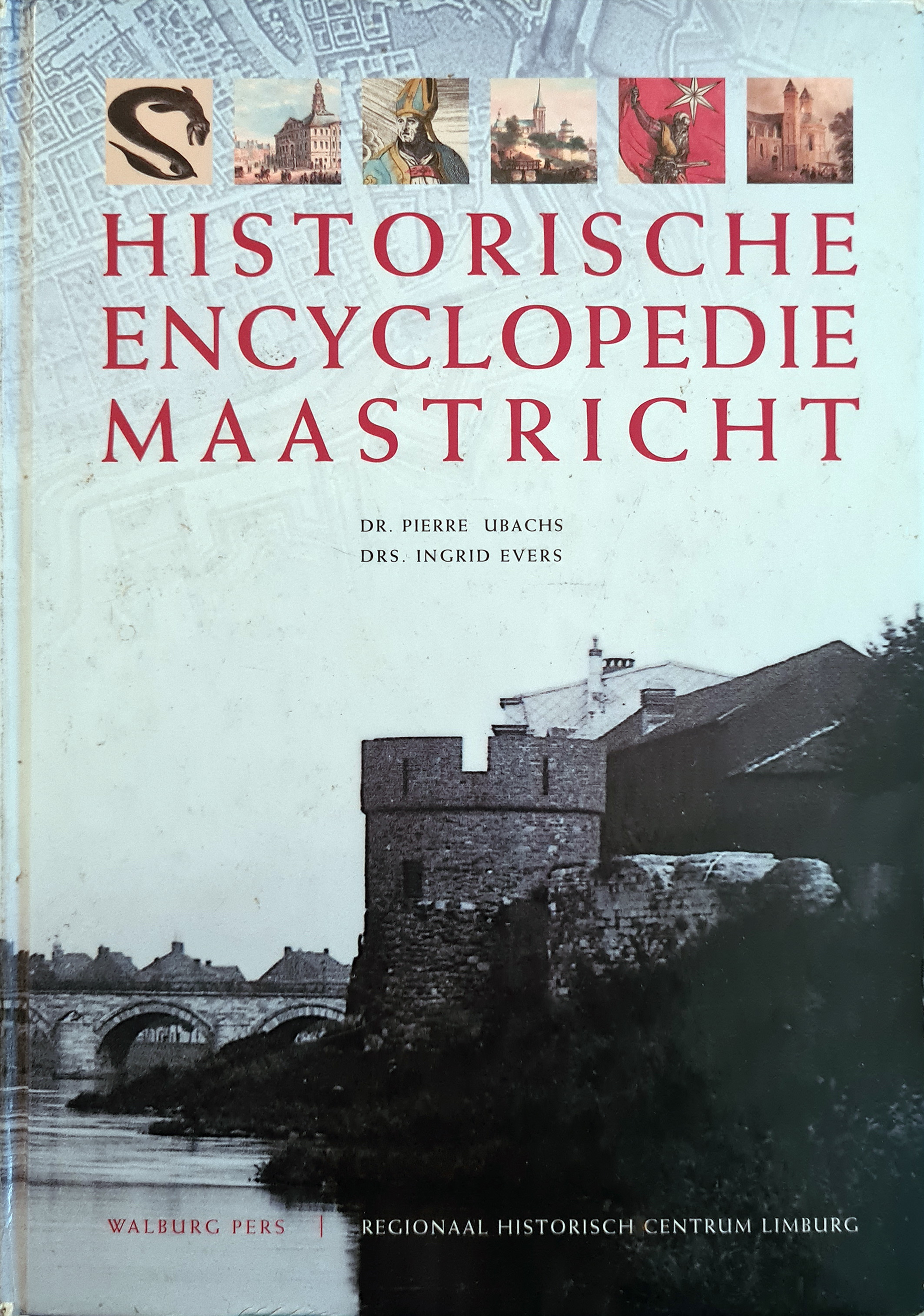
De Historische Encyclopedie Maastricht, verschenen in 2005